# Shalom-Preis
Seit dem Jahr 1982 wird der Shalom-Preis durch den Arbeitskreis Shalom für Gerechtigkeit und Frieden jährlich an der Katholischen Universität Eichstätt-Ingolstadt verliehen. Er geht an Personen oder Projekte, die sich für die Menschenrechte einsetzen.

## Der Arbeitskreis Shalom für Gerechtigkeit und Frieden
Angeregt durch die internationale Justitia-et-Pax-Bewegung wurde der Arbeitskreis 1981 von Studierenden gegründet. Der Arbeitskreis versteht sich als Menschenrechtsorganisation. Studierende der Katholischen Universität Eichstätt-Ingolstadt und Bürger der Stadt Eichstätt engagieren sich darin auf ehrenamtlicher Basis. Rechtlich ist er als offizieller Arbeitskreis des Studentischen Konvents akkreditiert und somit Teil dieses Organs.
Ziel des Arbeitskreises ist es, einen Beitrag zum weltweiten Frieden und zur Wahrung der Menschenrechte zu leisten. Dazu gehören unter anderem ein nachhaltiger Lebensstil, bewusstseinsbildende Maßnahmen (Gottesdienste, Mahnwachen, Seminare etc.) sowie die jährliche Vergabe des Shalom-Preises.

## Der Shalom-Preis
Der Shalompreis ist eine ideelle und materielle Auszeichnung, die der Arbeitskreis jedes Jahr an eine Persönlichkeit oder Gruppe verleiht, die sich für Gerechtigkeit und Frieden in ihrem Land einsetzt. Oftmals steht dabei ein unterdrücktes Volk oder eine unterdrückte Minderheit im Fokus. Mit dem Preis werden Menschen ausgezeichnet, die sich:
- aus ihrer menschlicher Gesinnung heraus
- unter Einsatz ihres Lebens und ihrer persönlichen Freiheit
- für Gerechtigkeit, Frieden, Freiheit aller, Solidarität mit Unterdrückten, Toleranz,
- für eine gerechte Wirtschaftsordnung, Demokratie und Schutz der Umwelt einsetzen und somit helfen, die Verwirklichung der Menschenrechte zu wahren bzw. zu fördern.

Der Shalompreis setzt sich rein aus Spenden zusammen, die zur Gänze, ohne Abzüge durch Verwaltungskosten, in das Projekt fließen. Es konnten auf diese Weise mehrmals jeweils über 20.000 Euro in einem Jahr gesammelt werden. Der Arbeitskreis bleibt auch Jahre später mit den Preisträgern in Kontakt und versucht die hiesige Gesellschaft für die Probleme der jeweiligen Länder zu sensibilisieren.

### Preisträger
- 1982: Bischof Arturo Rivera y Damas (El Salvador), Preisgeld: 5.000 DM
- 1983: Lech Wałęsa (Polen) und Sr. Pilar Verzosa (Philippinen), Preisgeld: 20.000 DM
- 1984: Bischof Juan Gerardi Conedera (Guatemala), Preisgeld: 21.630 DM
- 1985: Bischof Revelo (El Salvador), Preisgeld: 17.013 DM
- 1986: nicht vergeben
- 1987: Padre Tomás Garcia (Guatemala), Preisgeld: 15.000 DM
- 1988: nicht vergeben
- 1989: Paulo Suess stellvertretend für den Indianermissionsrat CIMI und die indigenen Völker Brasiliens, Laudatio Kuno Füssel, Preisgeld: 16.481 DM
- 1990–1992: nicht vergeben
- 1993: Carmelita Santos (Guatemala), Preisgeld: 15.000 DM
- 1994: Sr. Karoline Mayer (Chile), Preisgeld: 25.000 DM, Laudatio Helmut Frenz
- 1995: „People for Peace“ (Kenia), Preisgeld: 19.212 DM, Laudatio Bernhard Häring
- 1996: Obiora Francis Ike (Nigeria), Preisgeld: 16.500 DM,
- 1997: ATPDH und AJAC (Tschad), Preisgeld: 18.237 DM
- 1998: Yanette Bautista (Kolumbien), Preisgeld: 21.010 DM
- 1999: Chris Hunter (Tschetschenien), Preisgeld: 21.500 DM, Laudatio Barbara Gladysch
- 2000: Marguerite Barankitse (Burundi), Preisgeld: 24.000 DM, Laudatio Karoline Mayer
- 2001: (Malfano) Isa Gülten (aramäisch: Isa Garis), Leiter der Klosterschule Mor Gabriel[1] und Pfarrer Yusuf Akbulut[2] (Türkei), Preisgeld: 22.500 DM, Laudatio Shabo Talay (Preisträger des Habilitationspreis der Friedrich-Alexander-Universität Erlangen-Nürnberg, 2006[3])
- 2002: Michail Fanous „Open House“ (Israel/Palästina), Preisgeld: 13.200 €, Laudatio Dolores Bauer
- 2003: Vilma Nunez mit ihren Projekten Nicaraguanisches Zentrum für Menschenrechte (CENIDH) ein Partner von Brot für die Welt und CCER (Nicaragua), Preisgeld: 12.178 €
- 2004: Pater Tadeo Nguyen Van Ly (Vietnam), Preisgeld: 12.630 €
- 2005: Pater Prof. Luciano Verdoscia (Direktor der Abteilung für Islamische Studien am Päpstlichen Institut für arabisch-islamische Studien),[4] unterstützt vom Kindermissionswerk, mit seinem Projekt Abna Wadi al Nil (Ägypten), Preisgeld: 14.934 €, Laudatio Heinz Otto Luthe (Träger des Silvesterordens)
- 2006: Women and Development Project (WADEP) und The Ark Foundation Ghana (Ghana), Preisgeld: 11.030 €
- 2007: Bischof Joseph Coutts (Pakistan),[5] Preisgeld: 14.578 €
- 2008: Irina Gruschewaja[6] Malinowka in Weißrussland und László Sümegh Sance, o.s. in Prag, Preisgeld: 13.446 €, Laudatio Astrid Motz (terres des hommes Deutschland) und Juliane von Krause
- 2009: nicht vergeben
- 2010: Agnes Mailu Projekt SOLGIDI (Solidarität mit Mädchen in Not) in Kenia, Preisgeld: 19.513 €, Laudatio Lea Ackermann
- 2011: Judith Maldonado Mojica – Anwaltskollektiv Luis Carlos Pérez (Kolumbien) Preisgeld: 18.310,48 €, Laudatio Adrian Oelschlegel (Brot für die Welt)
- 2012: Bertha Cáceres Flores[7]
- 2013 Padre Paulo Joanil da Silva im Namen der Comissão Pastoral da Terra (CPT)[8]
- 2014: Lory Obal[9], Preisgeld 20.000 €[10]
- 2015: Thérèse Mema Mapenzi[11], Preisgeld: 24.500 €[10]
- 2016: Robi Damelin und Mazen Faraj[12], Preisgeld: 24.000 €[10]
- 2017: Shay Cullen (PREDA Foundation) (Philippinen)[13], Preisgeld: 30.500 €[14]
- 2018: Syrian Center for Media and Freedom of Expression[15], Preisgeld: 25.000 €[16]
- 2019: József Lankó, Preisgeld: 28.300 €[17]
- 2020: Massimo Del Bene, Preisgeld: 32.300 €[18][19]
- 2021: Secondary School in Nyashishi und Pippi House for Girls in Arusha; Preisgeld: jeweils 15.000 €[20][21]
- 2022: Youth Peace Ambassadors Network[22]; Preisgeld: 28.000 Euro[23]
- 2023: Reaching Out Romania[24]
- 2024: Jeevika (Indien), Preisgeld: 30.000 €[25]
- 2025: Casa Social Cultural y Memoria (Kolumbien)[26]